# Игель (коммуна)
Игель (нем. Igel) — община в Германии, в земле Рейнланд-Пфальц. Известна своей древнеримской колонной III века, включённой в список объектов всемирного наследия ЮНЕСКО в Германии.
Входит в состав района Трир-Саарбург. Подчиняется управлению Трир-Ланд. Население составляет 2028 человек (на 31 декабря 2010 года). Занимает площадь 7,30 км².